# Publikationen älterer Musik
Publikationen älterer Musik (Abkürzung: PäM), Veröffentlicht von der Abteilung zur Herausgabe älterer Musik bei der Deutschen Gesellschaft für Musikwissenschaft (Untertitel) ist eine unter der Leitung von Theodor Kroyer erschienene Editionsreihe mit musikalischen Werken. Sie umfasst 11 Jahrgänge in 14 Bänden. Sie erschien in Leipzig von 1926 bis 1940 bei Breitkopf & Härtel.

## Inhaltsübersicht
- 1:1 G. de Machaut, »Mus. Werke«, 1. Teil (v. d. geplanten 4 Bden sind in dieser Reihe nur 3, s. u. III,1 und IV,2, erschienen, d. 4., Lpz. 1943, ist eine selbständige Publikation; Neudruck aller 4 Bde. Lpz. 1954), enthält d. Balladen, Rondeaux u. Virelais,
- 1:2. Sämtliche Werke (Messen I–VIII) / Johannes Ockeghem; hrsg. von Dragan Plamenac
- 2. Libro de musica de vihuela de mano intitulado el maestro / compuesto por Luys Milan ; in der Originalnotation und einer Übertragung hrsg. von Leo Schrade
- 3:1 G. de Machaut . . ., 2. Teil (s. o. 1,1), enthält nur d. kritischen Apparat zu d. 3 Bden Notenteil,
- 3:2. Sixtus Dietrich: ein Beitrag zur Musik und Musikanschauung im Zeitalter der Reformation / von Hermann Zenck
- 4:1. Sämtliche Werke 1: Madrigale für fünf Stimmen Buch I–III / Luca Marenzio ; hrsg. von Alfred Einstein
- 5. Das Graduale der St. Thomaskirche zu Leipzig 1 (XIV. Jahrhundert) als Zeuge deutscher Choralüberlieferung / mit einer Einführung in das Gesangbuch hrsg. von Peter Wagner –  1. Teil, » Advent bis Christi Himmelfahrt« (2. Teil, »Christi Himmelfahrt bis Advent, Sanctorale u. Ordinarium Missae«, s. u. 7.)
- 6. Sämtliche Werke 2: Madrigale für fünf Stimmen Buch IV–VI / Luca Marenzio ; hrsg. von Alfred Einstein
- 7. Das Graduale der St. Thomaskirche zu Leipzig 2 (XIV Jahrhundert) als Zeuge deutscher Choralüberlieferung / mit einer Untersuchung über den germanischen Dialekt des gregorianischen Gesanges hrsg. von Peter Wagner
- 8. Frottole, Buch I und IV / Ottaviano Petrucci ; nach den Erstlingdrucken von 1504 und 1505 (?) hrsg. von Rudolf Schwartz
- 9. Sämtliche Werke erster Band; Motetten zu 4 Stimmen, I. und II. Buch (1539 und 1545) / Adrian Willaert ; hrsg. von Hermann Zenck
- 10. Das Madrigal als Formideal: eine stilkundliche Untersuchung mit Belegen aus dem Schaffen des Andrea Gabrieli / von Helmut Schultz
- 11. Die drei- und vierstimmigen Notre-Dame-Organa / kritische Gesamtausgabe hrsg. von Heinrich Husmann.